# Новоселци
Новоселци (болг. Новоселци) — село в Болгарии. Находится в Видинской области, входит в общину Видин. Население составляет 830 человек.

## Политическая ситуация
В местном кметстве Новоселци, в состав которого входит Новоселци, должность кмета (старосты) исполняет Панталей Иванов Панчев (коалиция в составе 3 партий: Болгарская социалистическая партия (БСП), Земледельческий союз Александра Стамболийского (ЗСАС), Объединённый блок труда (ОБТ)) по результатам выборов правления кметства.
Кмет (мэр) общины Видин — Румен Ангелов Видов (Граждане за европейское развитие Болгарии (ГЕРБ)) по результатам выборов в правление общины.